# 濵田幸一
濱田 幸一（はまだ こういち、1970年11月20日 - ）は、日本の実業家。株式会社アースインフィニティ創業者・代表取締役社長。ラジオコメンテーター。

## 経歴
兵庫県神戸市須磨区出身。父：濱田政明、母：濱田チエ子。6人家族の長男である。
2002年に町工場の電気料金負担を見て何とか安くできないかと、軽自動車１台から事業を始め、水銀灯の安定器などの販売を行っていた。
後に、基本料金の削減が可能な電子ブレーカー（2010年に特許取得）を発案し、製造・販売を行うことで町工場を中心に顧客を獲得し事業規模を拡大。
2016年の電力小売全面自由化を受けて新電力事業へ参入し、事業規模をさらに拡大。
2020年10月16日に電力小売全面自由化初の株式公開銘柄として東京証券取引所JASDAQ市場へ上場。

同年には、一般社団法人日本経済団体連合会（経団連）へ加盟している。
2023年　一時期個人総資産額が５００億円を超える（日本ランキング１００位内）

## 略歴
- 1986年　神戸市立鷹取中学校卒業
- 1990年　兵庫県立武庫工業高等学校卒業
- 2002年　株式会社アースインフィニティ代表取締役社長[2]
- 2010年　電子ブレーカーの特許を取得
- 2020年　株式会社アースインフィニティ、東京証券取引所JASDAQ市場へ上場（証券コード：7692）
- 2020年　一般社団法人日本経済団体連合会（経団連）加盟
- 2021年　大阪城豊臣石垣公開事業費多額の寄付により、松井一郎大阪市長より表彰（1月29日）
- 2021年　日本赤十字社金色有功章を受章（3月20日）
- 2022年　東京証券取引所（スタンダード市場）に移行
- 2022年　日本赤十字社より社資功労感謝状を受章（5月20日）
- 2023年　日本の天皇より紺綬褒章を授与、伝達式は大阪市山本副市長より授与（２月21日）
- 2024年　京都大学iPS細胞研究財団の賛助会員(個人）になる(7月5日）

## 出演
- KBS京都ラジオ：「濱田幸一のキラピカ」レギュラーコメンテーター
- OBCラジオ大阪：ゲストコメンテーター
- CRKラジオ関西：ゲストコメンテーター